# Wladimir Klawdijewitsch Arsenjew

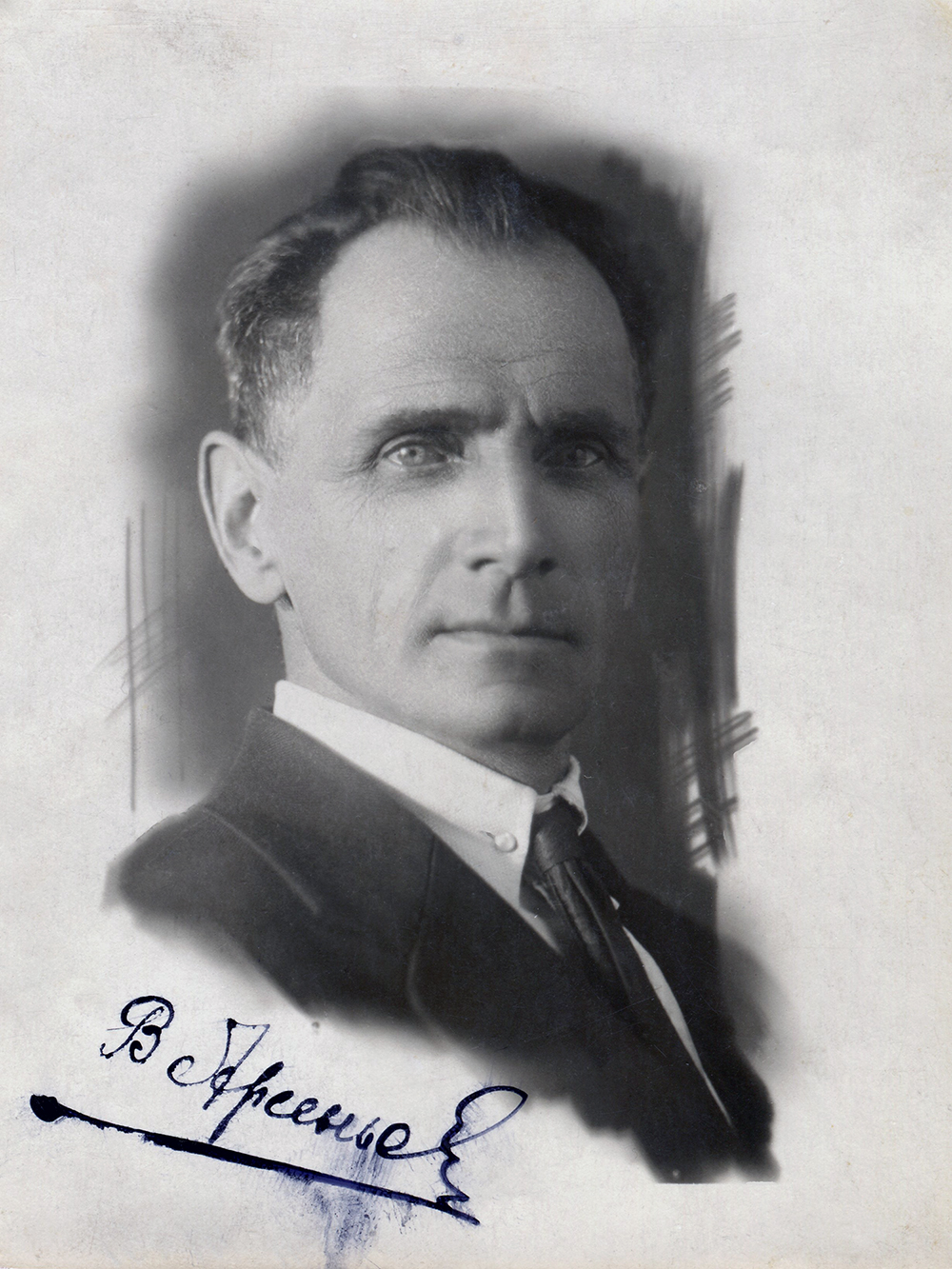
Wladimir Klawdijewitsch Arsenjew

Wladimir Klawdijewitsch Arsenjew (russisch Владимир Клавдиевич Арсеньев, * 29. Augustjul. / 10. September 1872greg. in Sankt Petersburg; † 4. September 1930 in Wladiwostok) war ein russischer Forschungsreisender und Schriftsteller.

## Leben
Der aus dem äußersten Westen Russlands stammende Arsenjew begeisterte sich von frühester Jugend an für den fernen Osten des Landes. Er besuchte die Infanterie-Kadettenschule in St. Petersburg, die er 1896 abschloss, und musste sich zunächst damit zufriedengeben, im Westen Russlands und in Polen erste wissenschaftliche Studien zu beginnen. Unter dem Einfluss des Mittelasienforschers Michail Jefimowitsch Grum-Grschimailo (1861–1921) entwickelte sich sein besonderes Interesse für die Geographie Asiens. Schließlich gelang es ihm, ab 1899 nach Wladiwostok versetzt zu werden.

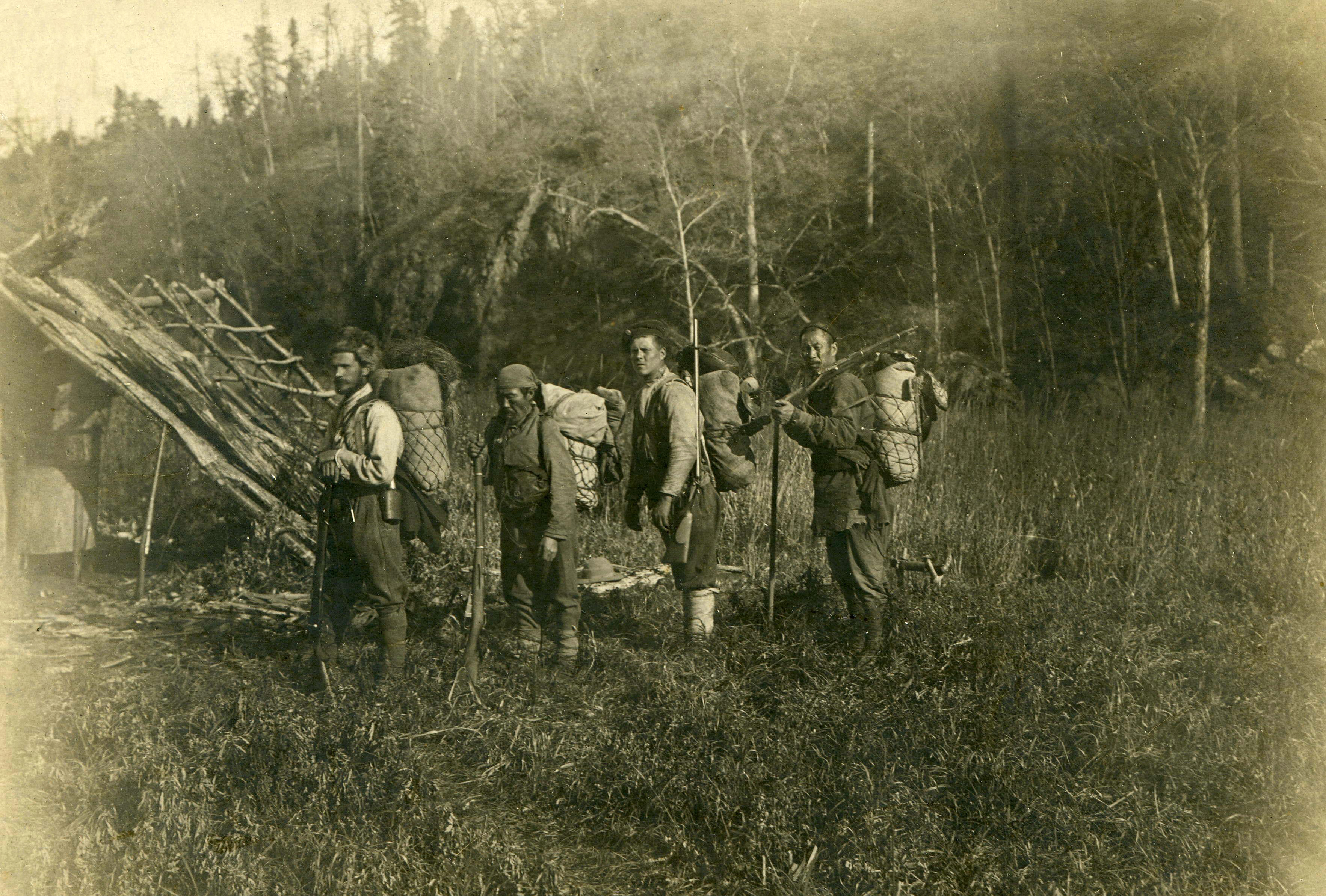
Von links: Arsenjew, Uzala und weitere Teilnehmer der Expedition 1907

Zunächst als Offizier der zaristischen Armee, später als ziviler Wissenschaftler, unternahm der in Chabarowsk ansässige Arsenjew nun ab 1902 in den folgenden drei Jahrzehnten zwölf große Expeditionen in das damals noch weitgehend unerforschte Gebiet zwischen der Küste des Pazifischen Ozeans und dem Fluss Ussuri. Dort trieb er naturwissenschaftliche Studien und beschrieb die Tier- und Pflanzenwelt sowie die Geologie und Topographie des damals überwiegend unbekannten Landes. Vor allem aber interessierten ihn die dort ansässigen Völkerstämme der Golden (Nanaier), Udehe und Orotschen, deren Bräuche und Sprachen er erforschte. Auf seinen Expeditionen arbeitete Arsenjew mit verschiedenen einheimischen Führern zusammen. Der Golde Dersu Usala führte und begleitete drei große Expeditionen Arsenjews 1902, 1906 und 1908, ehe er auf tragische Weise ums Leben kam.
Ihm war wohl schon bewusst, dass er eine Welt erforschte, die dem Untergang geweiht war: Die 1897 eröffnete Strecke der Transsibirischen Eisenbahn nach Wladiwostok, die die Erforschung überhaupt erst möglich machte, veränderte diese Region für immer.
Arsenjew lebte seine Forschungen, unbeschadet der wechselnden politischen Regime im Zuge des Russisch-Japanischen Krieges, als zaristischer Offizier im alten Russland und später in der Sowjetunion. 1917 bis 1927 war er Direktor der Naturkundemuseen von Wladiwostok und Chabarowsk. Er arbeitete in verschiedenen Organisationen, wie der Kommission für die Belange der kleinen Völkerschaften des Fernen Ostens, der fernöstlichen Übersiedlungsverwaltung u. a. Am Pädagogischen Institut und an der Staatlichen Universität des Fernen Ostens hielt er Vorlesungen. Arsenjew bereiste auch weitere Gebiete, wie die Küstengebiete des Ochotskischen Meeres, die Halbinsel Kamtschatka und die Kommandeurinseln. Im Auftrag der Ussuri-Eisenbahnverwaltung unternahm er 1930 Geländeuntersuchungen am Unterlauf des Amur. Dabei erkrankte er an einer schweren Lungenentzündung. Nach seiner Rückkehr, die Krankheitssymptome unterschätzend, starb er in der Nacht vom 3. zum 4. September 1930 in seinem Wohnumfeld. Zu diesem Zeitpunkt war bereits ein Haftbefehl gegen ihn ausgestellt. Seine Frau Margarita Nikolajewna Arsenjewa wurde 1938 während des Großen Terrors unter Stalin als angebliche japanische Spionin erschossen.
Das Grab Arsenjews befindet sich auf dem Meeresfriedhof von Wladiwostok.

## Werk

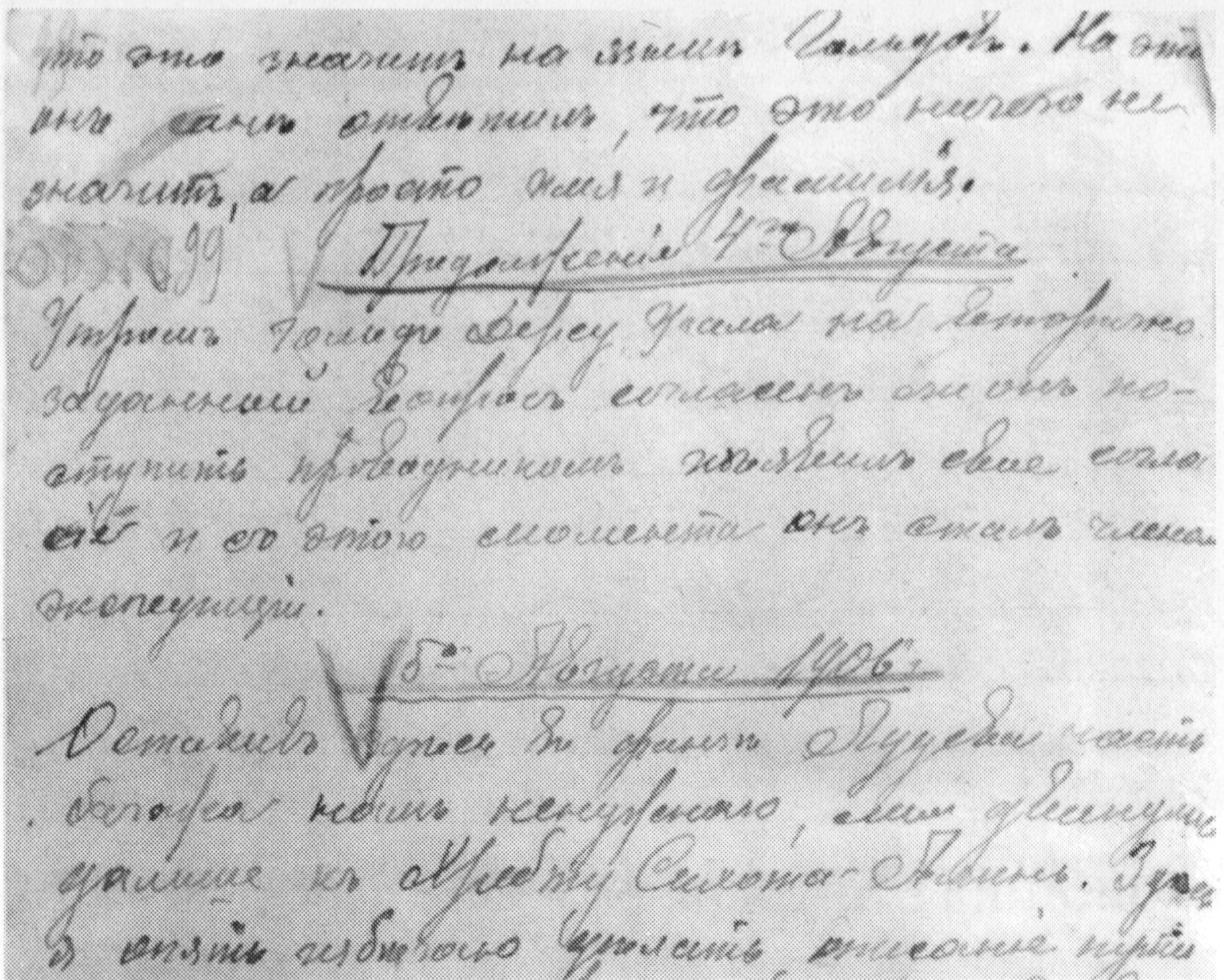
Handschriftliche Tagebuchnotizen Arsenjews vom August 1906

Arsenjew verfasste über 60 Werke, welche die vielfältigen Ergebnisse seiner Forschungen enthielten. Ohne eigentlich wirklich Fachmann für eine der von ihm betriebenen Wissenschaften zu sein, sind die Fakten, die er unermüdlich zusammengetragen hat, von großem Wert. Die Welt, die Arsenjew beschrieben hat, war alsbald dem Untergang geweiht und ist so heute nicht mehr vorhanden. Sein berühmtestes Buch wurde der Reisebericht Dersu Usala, der Taigajäger, der Anfang der zwanziger Jahre in Wladiwostok erschien. Durch die ausgezeichneten Naturschilderungen einerseits und die treffliche Charakterisierung des einheimischen Jägers Dersu Usala andererseits gelang ihm damit eines der großen Werke der Reiseliteratur. Die Autoren Michail Prischwin und Maxim Gorki lobten das Buch noch in den zwanziger Jahren. Nachdem Arsenjew in den dreißiger Jahren politisch unliebsam war und damals auch seine Archive geplündert wurden, erfolgte nach dem Zweiten Weltkrieg seine Rehabilitierung. 1949 erschien Dersu Usala wieder in Russland und erfreut sich seither im In- und Ausland großer Beliebtheit.
- Im Ussuri-Gebiet (russ. Po Ussurijskomu kraju), 1921 (dt. Durch die Urwälder des Fernen Ostens. Forschungsreisen in Gebieten des Ussuri und des Küstengebirges Sichote-Alin, Dresden 1951), Reisebericht
- Dersu Usala (russ. Дерсу Узала / Dersu Uzala), 1923 (dt. Dersu Usala, der Taigajäger. Fahrten und Jagdabenteuer im Fernen Osten, Dresden 1951; dt. Der Taigajäger Dersu Usala, übersetzt von Gisela Churs, Unionsverlag, Zürich 2009, ISBN 978-3-293-20457-7), Reisebericht
  - 1973–1975 in der UdSSR verfilmt von Mosfilm (UdSSR/Japan), Regie Akira Kurosawa als Dersu Uzala (BRD: Uzala, der Kirgise)
- In der Wildnis Ostsibiriens. Forschungsreisen im Ussurigebiet. 2 Bände (Übers. Franz Daniel), Verlag A. Scherl, Berlin 1924, 1925
- Russen und Chinesen in Ostsibirien. (Übers. Franz Daniel), Verlag A. Scherl, Berlin 1926
- In den Bergen des Sichote Alin. Forschungsreisen zwischen Amur und Japanischem Meer (russ. V gorach Sichote-Alinja), 1937 (dt. Dresden 1952), Reisebericht
- Vstreci v tajge, 1956, Erzählungen (russ.)
- Gesammelte Werke, 6 Bände, 1947–49 (russ.)

## Nachleben

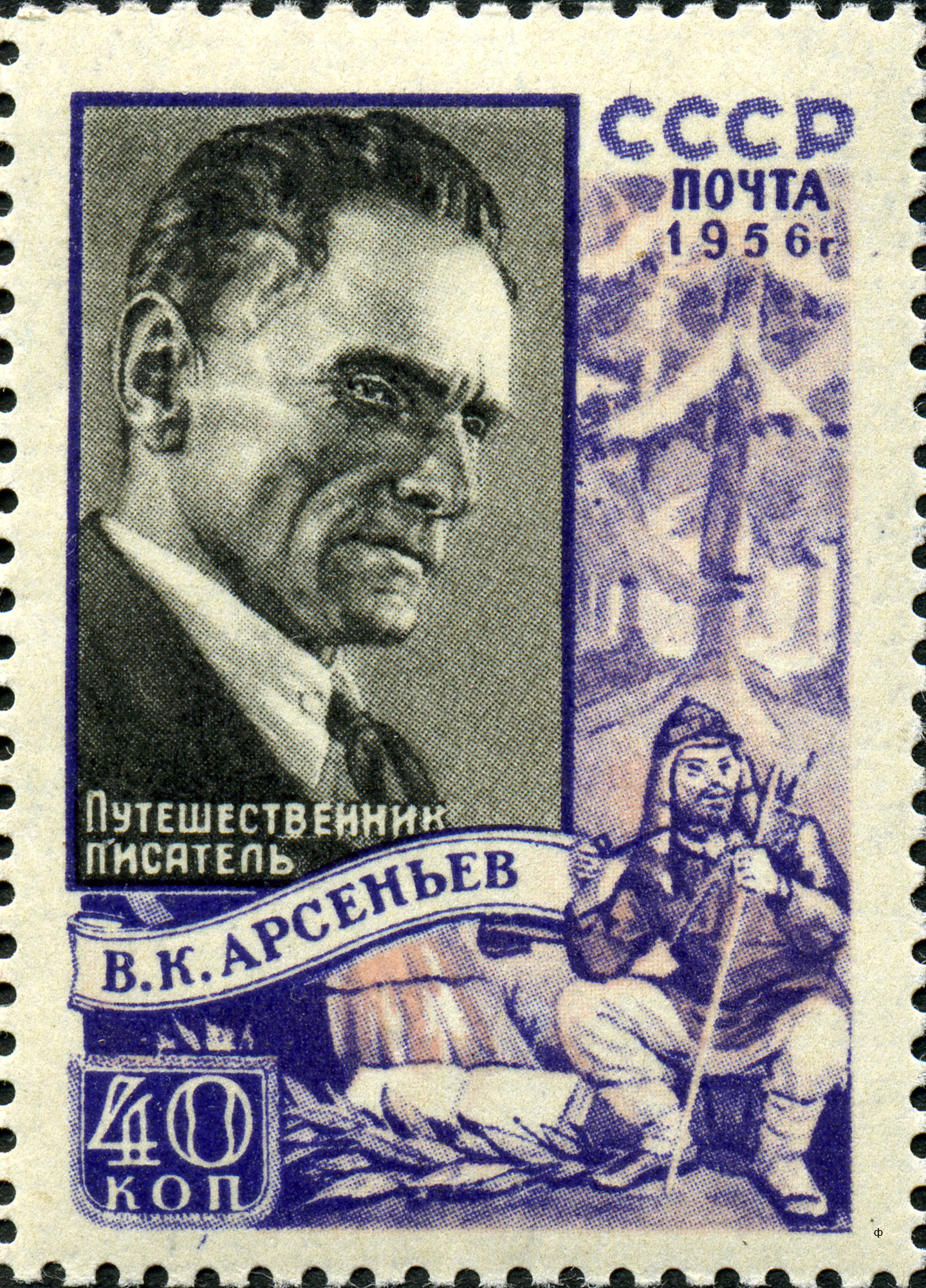
40-Kopeken-Gedenkbriefmarke von 1956

An Arsenjew erinnern das historische und naturkundliche Museum der Region Primorje in Wladiwostok mit seinem Namen (russisch: Государственный объединённый музей-заповедник истории Дальнего Востока, имени В.К. Арсеньева; deutsch etwa: „Staatlicher vereinigter Museumsverbund für die Geschichte des Fernen Ostens, benannt nach W. K. Arsenjew“).
Ferner auch durch Verleihung des Arsenjew-Preises beispielsweise an den Archäologen Alexander Artemjew sowie mehrere geographische Bezeichnungen. Die Stadt Arsenjew befindet sich dort, wo der Forscher zum ersten Mal mit Dersu Usala zusammentraf; der Ort hieß ursprünglich Semjonowka.
Auf der Halbinsel Kamtschatka befindet sich am Nordhang des Vulkans Awatschinskaja Sopka der Arsenjew-Gletscher, und auf den Kurilen liegt der Arsenjew-Vulkan. Als Arsenjew-Linie wird schließlich die gedachte Grenzlinie zwischen südlicher, mandschurischer Flora und nördlicher, ochotskischer Flora im Sichote-Alin bezeichnet, jener Gegend, die Arsenjew am eingehendsten und schönsten beschrieben hat.
1976 wurde der Film Uzala, der Kirgise mit dem Oscar für den besten fremdsprachigen Film ausgezeichnet.